# Saison 3 de RIS police scientifique
Chronologie
Saison 2  Saison 4 
Cet article présente le guide des épisodes de la troisième saison de la série télévisée française RIS police scientifique, lesquels ont tous été tournés en 2007.

## Distribution

### Acteurs principaux
- Philippe Caroit : Gilles Sagnac
- Pierre-Loup Rajot : Hugo Challonges
- Aurélie Bargème : Nathalie Giesbert
- Stéphane Metzger : Malik Berkaoui
- Barbara Cabrita : Julie Labro
- Coraly Zahonero : Dr. Alessandra Joffrin
- Laurent Olmedo : Capitaine Pierre Morand
- Claudia Tagbo : Lieutenant Martine Forest

## Épisodes

### Épisode 1:La Piste aux étoiles
- Titre original : La Piste aux étoiles
- Numéros : 21 (3-01)
- Scénariste(s) : Émilie Clamart-Marsollat, Quoc Dang Tran, Laurent Vivier
- Réalisateur(s) : Christophe Douchand
- Diffusion(s) : 
  -  France : 24 janvier 2008 sur TF1
- Audience(s) : 7,94 millions (première diffusion, France)
- Invité(es) :
- Résumé : Le corps d'une femme est retrouvé à l'intérieur d'un lion, appartenant au cirque dont elle était propriétaire.
- Commentaires : Premier épisode de Gilles Sagnac (Philippe Caroit)

### Épisode 2:Meurtres aveugles
- Titre original : Meurtres aveugles
- Numéros : 22 (3-02)
- Scénariste(s) : Benjamin Dupont-Jubien, Catherine Guillot-Bonte, Laurent Vivier
- Réalisateur(s) : Christophe Douchand
- Diffusion(s) : 
  -  France : 31 janvier 2008 sur TF1
- Audience(s) : 6,23 millions (première diffusion, France)
- Invité(es) :
- Résumé :
- Commentaires : Dans cet épisode dans un rôle différent, on aperçoit l'actrice Delphine Rollin qui interprète le Commandant Lucie Ballack cheffe d'équipe du R.I.S dans la saison 9.

### Épisode 3:Fautes de goût
- Titre original : Fautes de goût
- Numéros : 23 (3-03)
- Scénariste(s) : Émilie Clamart-Marsollat, Quoc Dang Tran, Laurent Vivier
- Réalisateur(s) : Christophe Douchand
- Diffusion(s) : 
  -  France : 24 janvier 2008 sur TF1
- Audience(s) : 6,91 millions (première diffusion, France)
- Invité(es) :
- Mélanie Seguer : Rachel Van Nuysel
- Benjamin Baroche : Laurent Tardieu
- Lionel Sautet : Thomas Tardieu
- Françoise De Stael : Noëlle Tardieu
- Marie-Christine Laurent : Christina Bellegarde
- Guilhem Pellegrin : Delcourt
- Frédéric Anscombre : Gaël Archambault
- Partick Hauthier : Maître d'hôtel
- Teddy Moncuit : Felipe Ibanez
- Guillaume Gabriel : Joggeur Philippe
- Niels Dubost : Joggeur Nico
- Résumé : Au parc des Buttes-Chaumont, on retrouve le corps sans vie d'un critique gastronomique. Il est apparemment mort de froid. Sagnac, Hugo et Nathalie prennent cette affaire en charge. Malik et Julie, quant à eux, enquêtent sur la mort d'une dame âgée, négligée par son infirmière qui n'a pas répondu à ses appels...
- Commentaires :

### Épisode 4:Fanatique
- Titre original : Fanatique
- Numéros : 24 (3-04)
- Scénariste(s) : Laurent Vivier
- Réalisateur(s) : Klaus Biedermann
- Diffusion(s) : 
  -  France : 7 février 2008 sur TF1
- Audience(s) : 7,26 millions (première diffusion, France)
- Invité(es) :
- Cléa Petrolesi : Louise Talloire
- Frédéric Pellegeay : Jérôme Balestran
- Didier Becchetti : Simon Ortega
- Irina Ninova : Sylvie Ortega
- Julien Bravo : Dylan
- Alexia Barlier : Caroline Delattre
- Patrick Massiah : Docteur Vauban
- Arnaud Maillard : Le chauffeur
- Yoni Attlane : Le jeune
- Luc Guiol : Ilotier
- Llina Paukku : Karine
- Eric Samba : Assistant du R.I.S
- Résumé : Une joueuse de tennis est retrouvée morte dans sa voiture accidentée. Sagnac, Hugo et Julie tentent d'élucider sa mort. En parallèle, Malik et Nathalie enquêtent sur la mort de Sylvie Ortega, épouse du grand styliste Simon Ortega.
- Commentaires :

### Épisode 5:Cloaca Maxima
- Titre original : Cloaca Maxima
- Numéros : 25 (3-05)
- Scénariste(s) : Manon Dillys, Philippe Perret
- Réalisateur(s) : Klaus Biedermann
- Diffusion(s) : 
  -  France : 31 janvier 2008 sur TF1
- Audience(s) : 6,8 millions (première diffusion, France)
- Invité(es) :
- Résumé :
- Commentaires :

### Épisode 6:Tirs croisés
- Titre original : Tirs croisés
- Numéros : 26 (3-06)
- Scénariste(s) : Kristel Mudry, Sébastien Vitoux, Laurent Vivier
- Réalisateur(s) : Klaus Biedermann
- Diffusion(s) : 
  -  France : 14 février 2008 sur TF1
- Audience(s) : (première diffusion, France)
- Invité(es) :
- Résumé :
- Commentaires :

### Épisode 7:Jugement dernier
- Titre original : Jugement dernier
- Numéros : 27 (3-07)
- Scénariste(s) : Stanislas Carré de Malberg, Razis Metlaine
- Réalisateur(s) : Gilles Béhat
- Diffusion(s) : 
  -  France : 7 février 2008 sur TF1
- Audience(s) : 6,12 millions (première diffusion, France)
- Invité(es) :
- Ludovic Silemetzoglou : Paul Privat
- Cid Freer : Delhomme
- Alexandre Cornillon : Détenu
- Marc Brunet : Directeur de prison
- Jérôme Le Paulmier : Buquet
- Jean-Pierre Becker : Théodore Brunel
- Catherine Lascault : Dianne/Nadine Brunel
- Geoffroy Thiebaut : Père Lafargue
- Omar Baha : Maître d'oeuvre chantier
- Alexandre Zambeaux : Thierry Cochoy
- Olivier Martial : Sébastien Cochoy
- François Négret : Marc Godard
- Jean-Marc Coudert : Maître Devos
- Chantal Baroin : Charlotte
- Résumé : Sur un chantier, on retrouve le corps complètement nu d'un homme. Sagnac, Nathalie et Malik parcourent les indices à la recherche d'une piste. De leur côté, Julie et Hugo enquêtent sur la mort d'un chanteur, leader d'un groupe à succès.
- Commentaires :

### Épisode 8:Eaux profondes
- Titre original : Eaux profondes
- Numéros : 28 (3-08)
- Scénariste(s) : Stanislas Carré de Malberg, Olivier Fox
- Réalisateur(s) : Gilles Béhat
- Diffusion(s) : 
  -  France : 14 février 2008 sur TF1
- Audience(s) : (première diffusion, France)
- Invité(es) :
- Jean-François Larrieu : Vincent Mauroy
- Stéphanie Gesnel : Irène Mauroy
- David Sarfati : Franch Legrand
- Christian Brendel : Adjudant-Chef Lacaze
- Olivier Pagès : Claude Surmont
- Enrico Di Giovanni : Lozano
- Jean-Louis Bonnet : Rico
- Hocine Choutri : Yann
- Jean-Jacques Le Veissier : Denis Merville
- Catherine Aymerie : Madame Lefevre
- Tony Verzele : Antoine Merville
- Pascal Aubert : Conducteur Clio
- Smaïl Mekki : Fouad Zerhouni
- Yacine Zalani : Samir Zerhouni
- Marie Favasuli : Infirmière
- Résumé : Dans une casse automobile, on retrouve le corps calciné d'un pompier à l'intérieur d'une voiture incendiée. Sagnac, Mailk et Nathalie enquêtent sur cette affaire. De leur côté, Hugo et Julie doivent élucider les circonstances de la mort d'un cycliste apparemment causée par un accident de la route...
- Commentaires :

### Épisode 9:QI149
- Titre original : QI149
- Numéros : 29 (3-09)
- Scénariste(s) : Laurent Vivier
- Réalisateur(s) : Christophe Barbier
- Diffusion(s) : 
  -  France : 21 février 2008 sur TF1
- Audience(s) : 6,23 millions (première diffusion, France)
- Invité(es) :
- Maxime Dambrin (alias Raoust) : Victor Lussac
- Geoffrey Sauveaux : Jean-Noël Canet
- Yoann Denaive : Simon Canet
- Magali Heu : Léna Marceau
- Eriq Ebouaney : Président du Campus
- Isabelle Leprince : Mère de Victor
- Philippe Flechaire : Père de Victor
- Stéphane Cottin : Gardien 1
- Gilles Gambino : Gardien 2
- Armelle Abibou : Etudiante 1
- Romain Méry : Etudiant 2
- Florent Houdu : Etudiant 3
- Christophe Reymond : Sébastien Villeroy
- Morgane Kerhousse : Louise Villeroy
- Éric Boucher : Stéphane Langeval
- Daniel Lobé : Capitaine des Pompiers
- Karine Foviau : Baby-Sitter
- Baptiste Haslay : Interne hôpital
- Eric Do : Neurologue
- Fabienne Périneau
- Résumé : Un adolescent surdoué meurt en tombant du haut d'un bâtiment dans une école de surdoués. Sagnac, Malik et Julie mènent l'enquête. Pendant ce temps, Alessandra est confrontée à un cas de maltraitance qui entraînera Hugo et Nathalie sur la piste d'un possible cas de syndrome de Münchhausen par procuration.
- Commentaires :

### Épisode 10:Lumière morte
- Titre original : Lumière morte
- Numéros : 30 (3-10)
- Scénariste(s) : Laurent Vivier
- Réalisateur(s) : Christophe Barbier
- Diffusion(s) : 
  -  France : 21 février 2008 sur TF1
- Audience(s) : 7,09 millions (première diffusion, France)
- Invité(es) :
- Chloé Stefani : Claire de Balanda
- Aliocha Itovich : Yan de Balanda
- Alexandre Brik : Adrien Courot
- François Soule : Père d'Adrien
- Bartholomew Boutellis : Jean Dalberg
- Léa Coquin : Catherine
- Ronan Viard : La mort
- Alexandre Lelion : Gauthier
- Olivier Brun : Thomas Delrieux
- Anton Yakovlev : Théodore Gorky
- Patricia Malvoisin : Hélène Navinsky
- Gérard Abela : Boris Navinsky
- Olivia Forest : Cristina Vernet
- Résumé : Un homme est retrouvé mort au pied d'un immeuble. La victime porte une morsure semblable à celle d'un vampire. Sagnac, Nathalie et Hugo enquêtent. Une piste s'ouvre à eux et les mène vers un groupe de jeunes gothiques. En parallèle, Martine rouvre une enquête datant d'il y a 6 ans, et charge Malik et Julie de réexaminer les indices car cette affaire est loin d'être classée...

Commentaires :